# Lucio Wilson
Lucio Wilson (Milano, 10 dicembre 1972) è un autore televisivo italiano.
Con una carriera di oltre vent’anni, Lucio Wilson ha lavorato su un’ampia varietà di programmi, spaziando dall’intrattenimento alle sitcom, dai reality show alle serie tv fino ai game show. Ecco alcuni dei suoi progetti più noti:

## Televisione
- •	2023 – in corso: GialappaShow (TV8) - Programma di intrattenimento •	Conduttori: Mago Forest, Gialappa’s Band
- •	2022-2023: Michelle Impossible (Canale 5) - Programma di intrattenimento, 3 stagioni  •	Conduttori: Michelle Hunziker
- •	2022-2023: Tutti i sogni ancora in volo (Rai Uno) - Programma di intrattenimento  •	Conduttori: Massimo Ranieri
- •	2022: Incredibili trasformazioni (Discovery) - Programma di intrattenimento
- •	2022: Questa è casa mia (Discovery) - Programma di intrattenimento  •	Conduttori: Tommaso Zorzi
- •	2022: Il Salotto di Michela Giraud (Comedy Central) - Programma di intrattenimento  •	Conduttori: Michela Giraud
- •	2021-2023: Ci vuole un fiore (Rai Uno) - One man show di Francesco Gabbani
- •	2021-2022: CCN (Comedy Central) - Programma di intrattenimento  •	Conduttori: Michela Giraud
- •	2021-2022: Italian Comedy Lab (Mediaset) - Laboratorio comico
- •	2020: Enjoy - Ridere fa bene (Italia 1) - Programma di intrattenimento  •	Conduttori: Diana Del Bufalo, con la partecipazione di Diego Abatantuono
- •	2020: Disconnessi on the Road (Italia 1) - Programma di intrattenimento  •	Con: Paola di Benedetto, Giulia Salemi e Paolo Ciavarro
- •	2019: La sai l’ultima? (Canale 5) - Programma di intrattenimento  •	Conduttori: Ezio Greggio
- •	2019-2020: Improvviserai (Rai Due) - Programma di intrattenimento  •	Con: Ale e Franz
- •	2019: Eurogames (Canale 5) - Programma di intrattenimento  •	Conduttori: Ilary Blasi, Alvin
- •	2019: Mai Dire Talk (Italia 1) - Programma di intrattenimento  •	Conduttori: Mago Forest, Gialappa’s Band
- •	2018: Balalaika (Canale 5) - Programma di intrattenimento  •	Con: Nicola Savino, Ilary Blasi, Mago Forest, Belen Rodriguez
- •	2016: Dopofestival (Rai Uno) - Programma di intrattenimento  •	Conduttori: Nicola Savino, Gialappa’s Band
- •	2016: Selfie, le cose cambiano (Canale 5) - Programma di intrattenimento  •	Conduttori: Simona Ventura
- •	2015: Italia’s Got Talent (Sky Uno) - Talent show  •	Conduttori: Claudio Bisio, Frank Matano, Luciana Littizzetto, Nina Zilli
- •	2014: Zelig (Canale 5) - Speciale  •	Conduttori: Gianni Morandi, Geppi Cucciari
- •	2013-2014: Zelig One (Italia 1) - Programma di intrattenimento  •	Conduttori: Katia Follesa, Davide Paniate, Elisabetta Canalis
- •	2013: Zelig (Canale 5) - Show  •	Conduttori: Teresa Mannino, Mago Forest
- •	2013: Se stasera sono qui (LA7) - Show  •	Conduttori: Teresa Mannino
- •	2012: Il braccio e la mente (Canale 5) - Game show  •	Conduttori: Flavio Insinna
- •	2011: Master of Magic (Rai Due) - Reality-talent show  •	Conduttori: Raul Cremona, Jessica Polsky
- •	2011: G’Day (LA7) - Programma di intrattenimento  •	Con: Geppi Cucciari
- •	2011: Queen Size (Deejay TV) - Programma di intrattenimento  •	Con: La Pina
- •	2010: Italia’s Got Talent (Canale 5) - Programma di intrattenimento  •	Conduttori: Simone Annicchiarico, Geppi Cucciari
- •	2010: I Love My Dog (Italia 1) - Programma di intrattenimento  •	Con: Rossella Brescia
- •	2010: Matricole & Meteore (Italia 1) - Programma di intrattenimento  •	Conduttori: Nicola Savino, Juliana Moreira
- •	2010: Nientology (Deejay TV) - Programma di intrattenimento  •	Conduttori: La Pina, Diego Passoni
- •	2010: Lo show dei record (Canale 5) - Programma di intrattenimento  •	Conduttori: Paola Perego
- •	2009: Scherzi a parte (Canale 5) - Programma di intrattenimento  •	Conduttori: Teo Mammucari, Claudio Amendola, Belen Rodriguez
- •	2009: Così fan tutte (Italia 1) - Sitcom  •	Con: Alessia Marcuzzi, Debora Villa
- •	2009: Colorado (Italia 1) - Programma di intrattenimento  •	Conduttori: Nicola Savino, Rossella Brescia
- •	2008: Zelig Off (Canale 5) - Programma di intrattenimento
- •	2007-2008: Buona la prima! (Italia 1) - Sitcom di improvvisazione  •	Con: Ale e Franz
- •	2007: Geppi Hour (Sky) - Programma di intrattenimento con Geppi Cucciari
- •	2007: Miss Italia (Rai Uno) - Programma di intrattenimento  •	Conduttori: Mike Bongiorno, Loretta Goggi
- •	2004-2008: Belli dentro (Canale 5) - Sitcom  •	Con: Geppi Cucciari, Leonardo Manera, Claudio Batta, Stefano Chiodaroli
- •	2004: MTV Comedy Lab (MTV) - Programma di intrattenimento  •	Conduttori: Marco Maccarini  •	Cast: Geppi Cucciari, Katia e Valeria, Alessandro Fullin
- •	2003-2006: Zelig Circus (Italia 1, Canale 5) - Programma di intrattenimento  •	Conduttori: Claudio Bisio, Michelle Hunziker (2003); Claudio Bisio, Vanessa Incontrada (2004-2006)
- •	2000-2002: Zelig (Italia 1) - Programma di intrattenimento  •	Conduttori: Claudio Bisio, Michelle Hunziker
- •	2000: Zelig (Italia 1) - Programma di intrattenimento  •	Conduttori: Claudio Bisio con vari ospiti  Lucio Wilson ha anche creato per Disney le serie tv ALEX & CO (2014/2016) e PENNY ON MARS (2017), di cui è produttore creativo.

## Teatro
- 2003-2005: Meglio sardi che mai, con Geppi Cucciari
- 2006: Si vive una volta. Sola, con Geppi Cucciari, regia di P. Galassi
- 2007: Cabaret difficilissimo, con Alessandro Fullin, regia di G. Bozzo

## Libri
- 2001: Balasso N., Si divertono tutti alle mie spalle, Rizzoli
- 2003: Fontana F., Wilson L., Tont le sa tutte Mondadori
- 2004: Fontana F., Wilson L., James Tont: licenza di ridere Kowalski
- 2006: Gino&Michele, Molinari M., Le formiche e le cicale, Kowalski (alcune sue battute)
- 2006: Gino&Michele, Molinari M., Le cicale, Kowalski (alcune sue battute)
- 2006: Cucciari G., Wilson L., Meglio donna che male accompagnata, Kowalski

## Spettacoli live
- 2004: 8 Mile, Face to face tra comici condotto da Leonardo Manera, Zelig teatro Cabaret
- 2005: Zelig ASL, Sit com live con comici vari, Zelig teatro Cabaret
- 2005: Impro, Laboratorio di Sit Com con Ale e Franz, Zelig teatro Cabaret
- 2005: Zelig Off on tour, Show live in 20 città italiane, con Paolo Migone, Geppi Cucciari, Alessandro Fullin, condotto da Leonardo Manera e Giorgia Surina.
- 2007: Sit Com Show , sperimentazione di nuove sitcom davanti al pubblico, Zelig teatro Cabaret
- 2008: Cabardio, format di improvvisazione comica condotto da Albertino, con Federico Basso, Bruce Ketta, Andrea Vasumi, Giorgio Verduci, Paolo Labati e Luca Klobas.  Zelig teatro Cabaret
- 2008: Senza impegno, late night condotto da Andrea Vasumi, Teatro Via de Tassis, Bergamo